# ملعب آيل كوبر دي سلفادور
ملعب آيل كوبر دي سلفادور (بالإنجليزية: Estadio El Cobre de El Salvador) هو ملعب كرة قدم يقع في آيل السلفادور، تشيلي، يتسع لـ 20,752 متفرج.

## التاريخ
افتتح الملعب في 1 يونيو 1980.